# Gitt Magrini
Gitt Magrini, née Rosa Chiari Solari à Zoagli, en Ligurie (Italie) le 3 octobre 1914 et morte à Rome le 10 juillet 1977 , est une créatrice italienne de costumes, également actrice.

## Biographie
Gitt Magrini tient un petit rôle dans La Nuit de Michelangelo Antonioni (1961), ce qui lui permet d'être costumière du réalisateur pour L'Éclipse (1962) et Le Désert rouge (1964). Elle travaille ensuite avec des réalisateurs de la Nouvelle Vague comme les Français Jean-Luc Godard et François Truffaut, ainsi qu'avec d'autres grands cinéastes italiens comme Bernardo Bertolucci, Marco Ferreri, et Mario Monicelli. Parmi ses films remarquables figurent Le Dernier Tango à Paris (1972), Le Conformiste (1970) et 1900 (1976).

## Filmographie

### Comme costumière
- 1962 : L'Éclipse de Michelangelo Antonioni
- 1963 : Le Feu follet de Louis Malle
- 1964 : Le Désert rouge de Michelangelo Antonioni
- 1967 : Deux ou trois choses que je sais d'elle de Jean-Luc Godard
- 1967 : Lamiel de Jean Aurel
- 1967 : Suzanne Simonin, la Religieuse de Diderot de Jacques Rivette
- 1970 : Le Petit Bougnat de Bernard Toublanc-Michel
- 1970 : L'Enfant sauvage de François Truffaut
- 1970 : L'Ours et la Poupée de Michel Deville
- 1970 : Le Conformiste de Bernardo Bertolucci
- 1970 : Peau d'âne de Jacques Demy
- 1971 : Ça n'arrive qu'aux autres de Nadine Trintignant (également les décors)
- 1971 : Je suis vivant ! (La corta notte delle bambole di vetro) d'Aldo Lado
- 1971 : Les Deux Anglaises et le Continent de François Truffaut
- 1971 : Raphaël ou le Débauché de Michel Deville
- 1972 : Le Dernier Tango à Paris de Bernardo Bertolucci
- 1972 : Liza de Marco Ferreri
- 1972 : Retraite mortelle de Mike Hodges
- 1973 : Vivre ensemble d'Anna Karina
- 1973 : L'Événement le plus important depuis que l'homme a marché sur la Lune de Jacques Demy
- 1973 : La Grande Bouffe de Marco Ferreri
- 1973 : Poil de carotte de Henri Graziani
- 1974 : L'Invention de Morel (L'invenzione di Morel) d'Emidio Greco
- 1976 : Caro Michele de Mario Monicelli
- 1976 : Scandalo de Salvatore Samperi
- 1976 : L'Agnese va a morire de Giuliano Montaldo
- 1976 : 1900 de Bernardo Bertolucci
- 1976 : La Dernière Femme de Marco Ferreri
- 1977 : Il était une fois la Légion de Dick Richards (pour Catherine Deneuve)
- 1977 : Un bourgeois tout petit petit de Mario Monicelli

### Actrice
- 1961 : La Nuit (La Notte) : signora Gherardini
- 1963 : I 4 tassisti de Giorgio Bianchi
- 1970 : L'Enfant sauvage : une paysanne
- 1972 : Le Dernier Tango à Paris : la mère de Jeanne